# Güven Yalçın
Güven Yalçın (Düsseldorf, 18 gennaio 1999) è un calciatore turco, attaccante dell'Alanyaspor.
Nell'estate del 2019 è stato indicato dall'UEFA come uno dei 50 giovani più promettenti per la stagione 2019-2020.

## Caratteristiche tecniche
Prima punta dal fisico imponente e buon fiuto del gol. Può agire anche da seconda punta.

## Carriera

### Club
Nato a Düsseldorf, in Germania, inizia a giocare a calcio nel settore giovanile del Benrath, per poi trasferirsi, nel 2006, nel vivaio del Bayer Leverkusen, dove compie la trafila nelle varie compagini giovanili. Con il Bayer vince il campionato tedesco Under-17 del 2015-2016, segnando 12 reti in 26 partite, e nel 2016-2017 esordisce nella UEFA Youth League.
Il 27 giugno 2018 viene acquistato dal Beşiktaş, con la cui prima squadra esordisce il 23 agosto successivo, in occasione della partita di qualificazione all'Europa League pareggiata per 1-1 contro il Partizan. Debutta in Süper Lig il 29 settembre seguente, subentrando a Ricardo Quaresma negli ultimi minuti della partita vinta per 2-0 in casa contro il Kayserispor.
Il 1º febbraio 2021 viene ufficializzato il suo trasferimento al Lecce, con la formula del prestito con diritto di riscatto in favore del club salentino. Esordisce con la nuova maglia il 13 febbraio, giocando i minuti finali della gara di Serie B vinta per 2-1 in casa della Cremonese. Con i salentini mette a referto 11 presenze, tutte da subentrante, senza segnare, per poi rientrare al Beşiktaş.
Il 21 luglio 2022 viene acquistato dal Genoa. Dopo mezza stagione in rossoblu, l'8 settembre del successivo anno viene ceduto in prestito al Fatih Karagmuruk.

### Nazionale
Dopo aver militato nella nazionale tedesca Under-18, con cui ha debuttato il 17 aprile 2017 nell'amichevole contro l'Austria, ha vestito la maglia della nazionale turca Under-17 e della nazionale turca Under-19, con cui ha partecipato al campionato europeo Under-19 del 2018. Il 16 ottobre 2018 ha esordito con la nazionale turca Under-21 disputando il match di qualificazione al campionato europeo Under-21 del 2019 vinto per 2-1 contro l'Ungheria.
Il 30 maggio 2019 ha esordito con la nazionale maggiore turca, subentrando nella gara amichevole vinta per 2-1 ad Adalia contro la Grecia.

## Statistiche

### Presenze e reti nei club
Statistiche aggiornate al 6 febbraio 2024.
| Stagione        | Squadra          | Campionato      | Campionato | Campionato | Coppe nazionali | Coppe nazionali | Coppe nazionali | Coppe continentali | Coppe continentali | Coppe continentali | Altre coppe | Altre coppe | Altre coppe | Totale | Totale |
| Stagione        | Squadra          | Comp            | Pres       | Reti       | Comp            | Pres            | Reti            | Comp               | Pres               | Reti               | Comp        | Pres        | Reti        | Pres   | Reti   |
| --------------- | ---------------- | --------------- | ---------- | ---------- | --------------- | --------------- | --------------- | ------------------ | ------------------ | ------------------ | ----------- | ----------- | ----------- | ------ | ------ |
| 2018-2019       | Beşiktaş         | SL              | 22         | 8          | TK              | 0               | 0               | UEL                | 1                  | 0                  | -           | -           | -           | 23     | 8      |
| 2019-2020       | Beşiktaş         | SL              | 20         | 3          | TK              | 3               | 0               | UEL                | 6                  | 0                  | -           | -           | -           | 29     | 3      |
| 2020-gen. 2021  | Beşiktaş         | SL              | 13         | 1          | TK              | 2               | 1               | UCL+UEL            | 0+1                | 1                  | -           | -           | -           | 16     | 3      |
| gen.-giu. 2021  | Lecce            | B               | 10+1       | 0          | CI              | -               | -               | -                  | -                  | -                  | -           | -           | -           | 11     | 0      |
| 2021-2022       | Beşiktaş         | SL              | 30         | 6          | TK              | 3               | 0               | UCL                | 0                  | 0                  | -           | -           | -           | 33     | 6      |
| Totale Besiktas | Totale Besiktas  | Totale Besiktas | 85         | 18         |                 | 5               | 1               |                    | 8                  | 1                  |             | -           | -           | 98     | 20     |
| 2022-2023       | Genoa            | B               | 22         | 0          | CI              | 3               | 0               | -                  | -                  | -                  | -           | -           | -           | 25     | 0      |
| set. 2023-2024  | Fatih Karagümrük | SL              | 19         | 4          | TK              | 2               | 0               | -                  | -                  | -                  | -           | -           | -           | 21     | 4      |
| Totale carriera | Totale carriera  | Totale carriera | 125+1      | 18         |                 | 10              | 1               |                    | 8                  | 1                  |             | -           | -           | 144    | 20     |

### Cronologia presenze e reti in nazionale
| Cronologia completa delle presenze e delle reti in nazionale ― Turchia | Cronologia completa delle presenze e delle reti in nazionale ― Turchia | Cronologia completa delle presenze e delle reti in nazionale ― Turchia | Cronologia completa delle presenze e delle reti in nazionale ― Turchia | Cronologia completa delle presenze e delle reti in nazionale ― Turchia | Cronologia completa delle presenze e delle reti in nazionale ― Turchia | Cronologia completa delle presenze e delle reti in nazionale ― Turchia | Cronologia completa delle presenze e delle reti in nazionale ― Turchia |
| Data                                                                   | Città                                                                  | In casa                                                                | Risultato                                                              | Ospiti                                                                 | Competizione                                                           | Reti                                                                   | Note                                                                   |
| ---------------------------------------------------------------------- | ---------------------------------------------------------------------- | ---------------------------------------------------------------------- | ---------------------------------------------------------------------- | ---------------------------------------------------------------------- | ---------------------------------------------------------------------- | ---------------------------------------------------------------------- | ---------------------------------------------------------------------- |
| 30-5-2019                                                              | Adalia                                                                 | Turchia                                                                | 2 – 1                                                                  | Grecia                                                                 | Amichevole                                                             | -                                                                      | 56’                                                                    |
| 11-6-2019                                                              | Reykjavík                                                              | Islanda                                                                | 2 – 1                                                                  | Turchia                                                                | Qual. Euro 2020                                                        | -                                                                      | 85’                                                                    |
| 7-9-2019                                                               | Istanbul                                                               | Turchia                                                                | 1 – 0                                                                  | Andorra                                                                | Qual. Euro 2020                                                        | -                                                                      | 46’                                                                    |
| Totale                                                                 |                                                                        | Presenze                                                               | 3                                                                      |                                                                        | Reti                                                                   | 0                                                                      |                                                                        |

## Palmarès

### Club

#### Competizioni nazionali
- Supercoppa di Turchia: 1

Beşiktaş: 2021